# Bonnaroo Music Festival
Il Bonnaroo Music and Arts Festival è un festival musicale di quattro giorni che si tiene ogni anno in estate presso il Great Stage Park di Manchester, nel Tennessee, negli Stati Uniti d'America. Tra i molti artisti che si sono esibiti al Bonnaroo vi sono Elton John, gli U2, Lionel Richie, i Flaming Lips, D'Angelo, Questlove, Post Malone, i Red Hot Chili Peppers, Fred Again, Eminem e gli Widespread Panic.

## Storia
Il Bonnaroo venne inaugurato nel 2002 da Ashley Capps, co-fondatrice di AC Entertainment. Stando a Capps, i motivi che avrebbero spinto a lanciare l'evento sarebbero stati la cancellazione in via permanente del festival di musica rock Hot Summer Nights, che si teneva fino a tre anni prima a Knoxville e la conseguente esigenza di avviare un nuovo business sui concerti estivi all'aperto. Il termine bonnaroo che dà il nome all'evento significa "divertirsi molto" in slang creolo ed è ispirato al titolo dell'album Desitively Bonnaroo di Dr. John. Nel 2003 l'evento venne inserito in un elenco della rivista Rolling Stone dedicato ai "50 momenti che hanno cambiato il rock 'n' roll". Nel 2019 la AC Entertainment acquisì le azioni del Bonnaroo precedentemente possedute dall'azienda organizzatrice di eventi Superfly. Le edizioni del 2020 e del 2021 vennero cancellate rispettivamente a causa della pandemia di COVID-19 e della pioggia torrenziale provocata dall'uragano Ida.